# 1893 Якоба
1893 Якоба (1893 Jakoba) — астероїд головного поясу, відкритий 20 жовтня 1971 року.
Тіссеранів параметр щодо Юпітера — 3,339.